# 在日クロアチア人
在日クロアチア人（ざいにちクロアチアじん）は、日本に一定期間在住するクロアチア国籍の人々である。

## 統計
日本の法務省の在留外国人統計によると、2018年6月末時点で在日クロアチア人は150人である。
在留資格別（5位まで）
| 順位 | 在留資格                 | 人数 |
| ---- | ------------------------ | ---- |
| 1    | 永住者                   | 35   |
| 2    | 日本人の配偶者等         | 22   |
| 3    | 技術・人文知識・国際業務 | 22   |
| 4    | 留学                     | 21   |
| 5    | 家族滞在                 | 17   |

都道府県別（4位まで）
| 順位 | 都道府県 | 人数 |
| ---- | -------- | ---- |
| 1    | 東京     | 49   |
| 2    | 神奈川   | 14   |
| 3    | 愛知     | 12   |
| 4    | 大阪     | 11   |

## 著名人
スポーツ選手・監督
- カルロ・ブルシッチ
- バーバラ・イエリッチ
- イゴール・オムルチェン
- ナターシャ・オスモクロビッチ
- セナ・ウーシッチ
- ジョシップ・バリシッチ
- イゴール・ツビタノヴィッチ
- ダリオ・ダバツ
- トミスラフ・エルツェッグ
- ブランコ・フチカ
- ミハエル・ミキッチ
- ムラデン・ムラデノビッチ
- マト・ネレトリャク
- スティッペ・プラジバット
- ヴィエッコスラブ・スクリーニャ
- アンテ・トミッチ

その他
- ヴェチェスラヴ・トゥミル - バチカンの司祭、外交官